# 國際學術暨產業組織
國際學術暨產業組織（International Academy, Research and Industry Association，縮寫IARIA）是一个非盈利非政府的學術组织，目的是为了促进现有协会的成员，标准化机构，以及科学和工业论坛交汇处，并建立不同的科学，学术和工业文化的桥梁。宣布的目标是促进与国内知名专家的青年科学家的研究成果。

## 外部連結
- IARIA （页面存档备份，存于）